# Villeneuve-lès-Avignon
Villeneuve-lès-Avignon (en occitano: Vilanòva d'Avinhon) es una comuna francesa situada en el departamento de Gard, de la región de Occitania.
También puede encontrarse la forma Villeneuve-lez-Avignon, incluso en páginas oficiales.

## Geografía

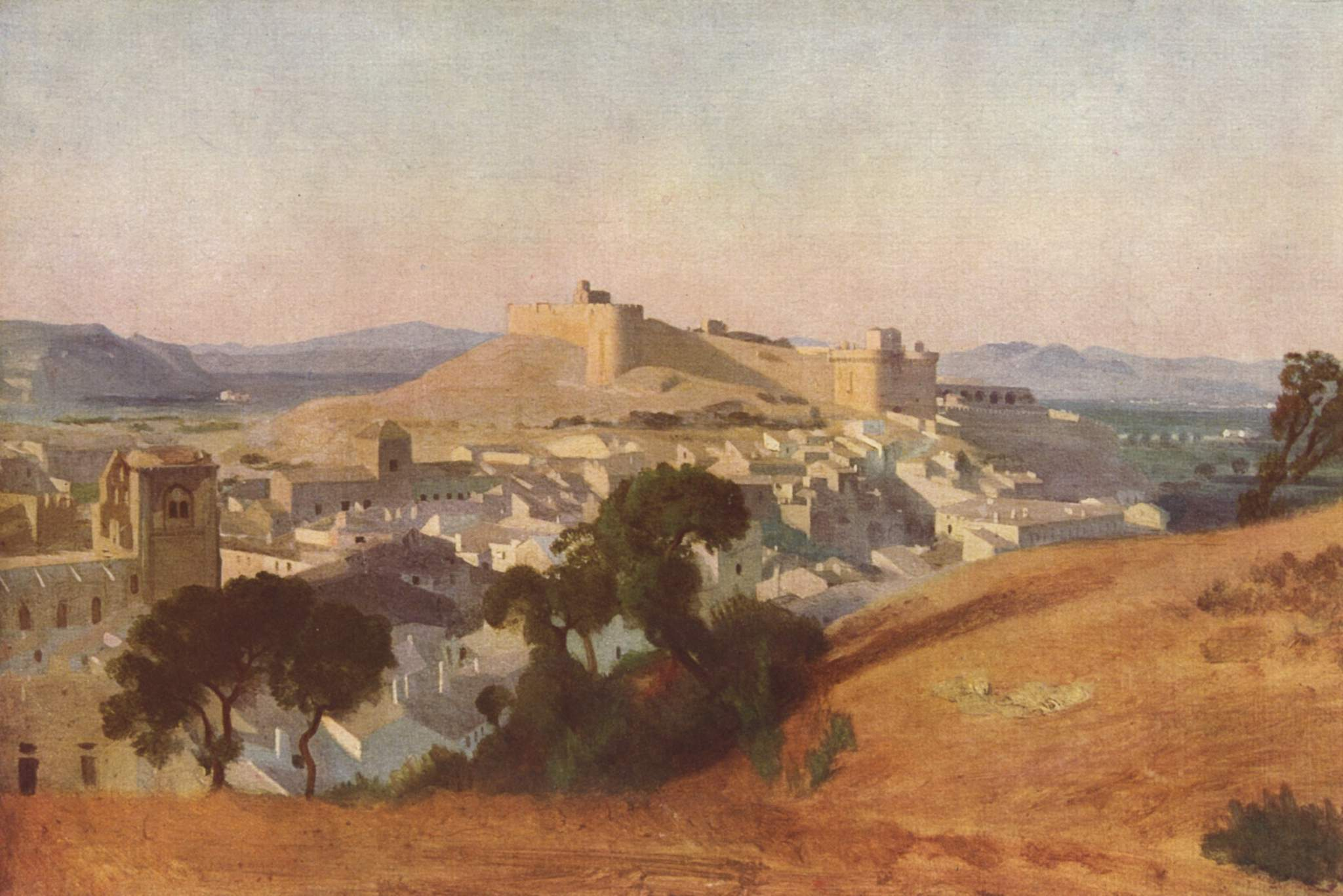
Prosper Marilhat: Villeneuve-lès-Avignon, el Fuerte de San Andrés, 1836.

Antiguamente llamada Villeneuve-Saint-André, Villeneuve-lès-Avignon es una villa que bordea al Ródano, y está situada en periferia de Aviñón.

## Historia
En el siglo X, una abadía benedictina dedicada a San Andrés fue fundada en el Monte Andaon, alrededor de un municipio. En 1292, un tratado de corregencia entre el rey de Francia Felipe el Bello y el abad de San Andrés anticipó la construcción de un castillo, el fuerte San Andrés, y de una torre ubicada frente a Aviñón, la torre Felipe el Bello, para proteger la abadía y la frontera del reino de Francia. Una finca real fue, luego, creada en los bancos del Ródano portando el nombre de Villeneuve San Andrés.

## Administración
| Período     | Identidad         | Partido |
| ----------- | ----------------- | ------- |
| 1989 - 1995 | Aimé Montal       | PS      |
| 1995 - 2020 | Jean-Marc Roubaud | LR      |
| Desde 2020  | Pascale Bories    | LR      |

## Demografía
| 3 300 | 3 297 | 3 279 | 3 232 | 3 564 | 3 633 | 3 671 | 3 723 | 3 733 | 3 252 | 3 162 | 3 067 | 2 730 | 2 910 | 2 630 | 2 644 | 2 622 | 2 735 | 2 922 | 2 890 | 2 709 | 2 561 | 3 035 | 3 635 | 3 740 | 4 399 | 5 157 | 6 422 | 6 977 | 8 540 | 9 282 | 10 730 | 11 791 | 12 644 | 12 266 | 11 698 |
| Para los censos de 1962 a 1999 la población legal corresponde a la población sin duplicidades (Fuente: INSEE [Consultar]) |       |       |       |       |       |       |       |       |       |       |       |       |       |       |       |       |       |       |       |       |       |       |       |       |       |       |       |       |       |       |        |        |        |        |        |

## Monumentos
- Villeneuve-lès-Avignon está clasificada como villa de arte e historia.
- La Chartreuse Notre-Dame-du-val-de-Bénédiction.
- El Fuerte San Andrés.
- La Felipe el Bello.

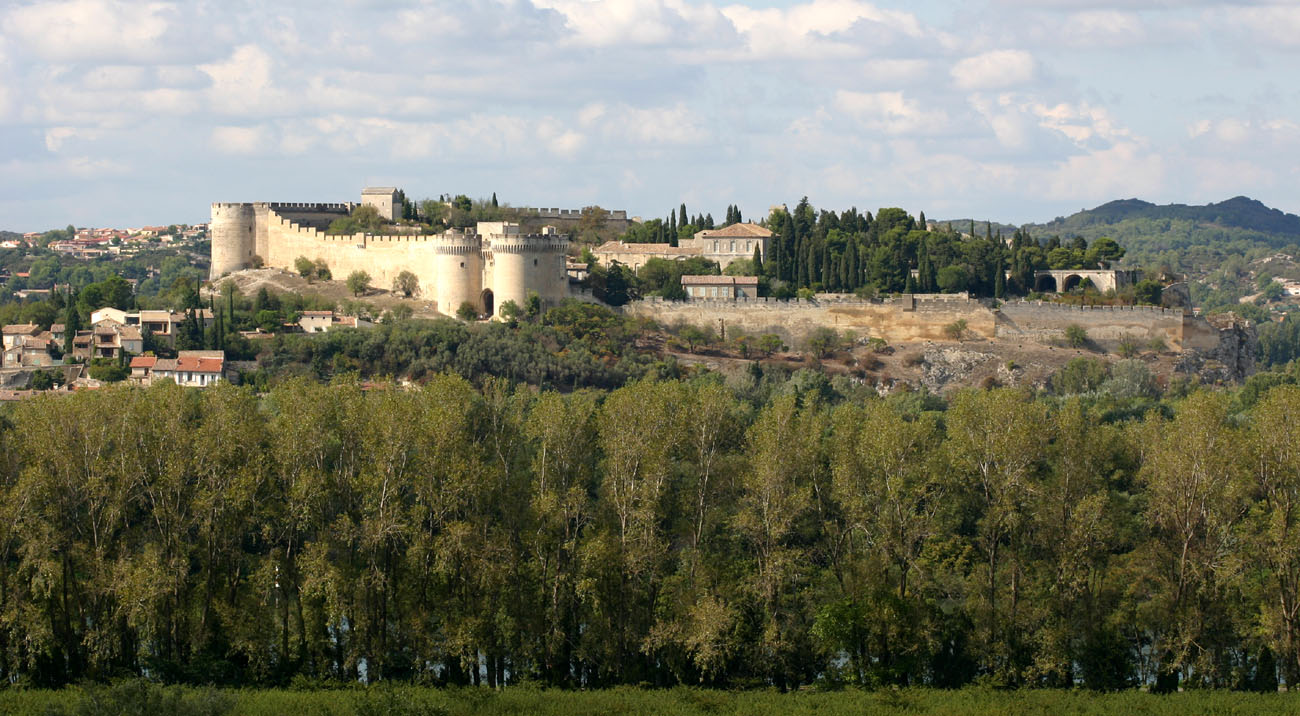
Fuerte San Andrés, visto desde Aviñón
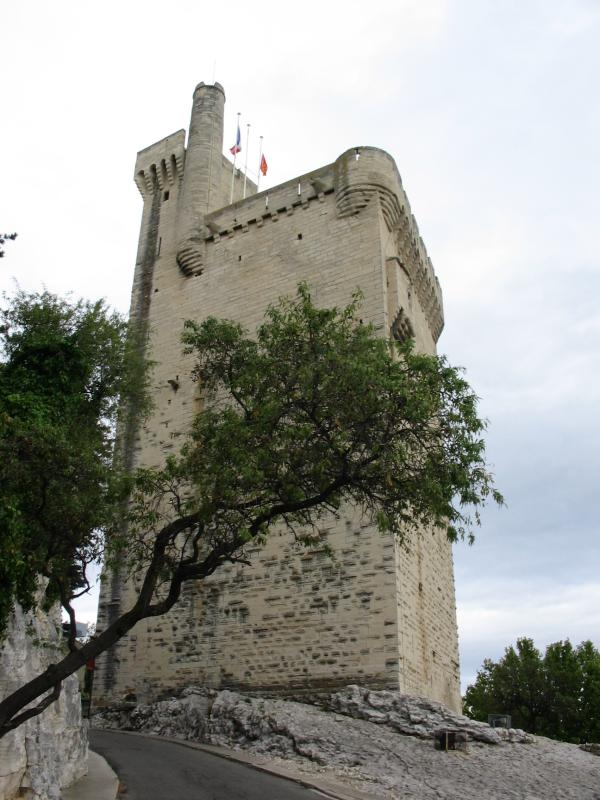
Felipe el Bello
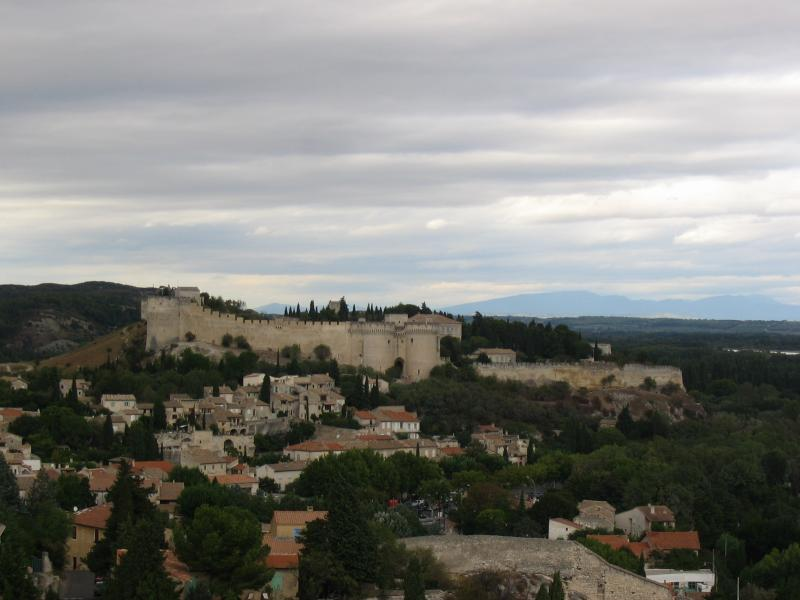
Fuerte San Andrés

## Hermanamientos
- San Miniato (Italia)

## Personalidades nacidas en la comuna
- Jean Alesi (1964-) - automovilista